# KRC Genk in het seizoen 2001/02
Een overzicht van KRC Genk in het seizoen 2001/02, waarin de club voor de tweede keer landskampioen werd.

## Spelerskern
| Nr.           | Naam                  | Nationaliteit         | Geboortedatum | Vorige club                     |
| ------------- | --------------------- | --------------------- | ------------- | ------------------------------- |
| Keepers       |                       |                       |               |                                 |
| 1             | István Brockhauser    | Hongarije             | 03-05-1964    | 1996 Győri ETO FC               |
| 26            | Jan Moons             | België                | 26-09-1970    | 1999-2000 Germinal Beerschot    |
| 27            | Bram Castro           | België                | 30-09-1982    | /                               |
| Verdedigers   |                       |                       |               |                                 |
| 2             | Juha Reini            | Finland               | 19-03-1975    | 1996-1998 VPS Vaasa             |
| 3             | Ervin Fakaj           | Albanië               | 15-06-1976    | 1999-2001 Enosis Neon Paralimni |
| 4             | Didier Zokora         | Ivoorkust             | 14-12-1980    | 1999-2000 ASEC Mimosas          |
| 5             | Wilfried Delbroek     | België                | 25-08-1972    | 1992-1995 KVV Overpelt Fabriek  |
| 13            | Akram Roumani         | Marokko               | 01-04-1978    | 1998-2000 Maghreb Fez           |
| 16            | Jürgen Colin          | Nederland / Suriname  | 20-01-1981    | 2001 PSV                        |
| 17            | Hans Leenders         | België                | 21-09-1980    | 1998-1999 RFC de Liège          |
| 18            | Kevin Vanbeuren       | België                | 31-01-1981    | /                               |
| 19            | Stefan Teelen         | België                | 10-04-1979    | /                               |
| 25            | Marco Ingrao          | Italië / België       | 26-07-1982    | 1998-1999 RFC de Liège          |
| Middenvelders |                       |                       |               |                                 |
| 6             | Mirsad Bešlija        | Bosnië en Herzegovina | 06-07-1979    | 2000-2001 FK Željezničar        |
| 10            | Josip Skoko           | Australië / Kroatië   | 10-12-1975    | 1995-1999 Hajduk Split          |
| 11            | Alexandre Di Gregorio | België                | 12-02-1980    | 1999 CS Visé                    |
| 12            | Thomas Chatelle       | België                | 31-03-1981    | 2000 KV Mechelen                |
| 14            | Bernd Thijs           | België                | 28-06-1978    | 1995-2000 Standard Luik         |
| 16            | Rogério de Oliveira   | Brazilië              | 26-06-1978    | 2000-2001 Eendracht Aalst       |
| 20            | Koen Daerden          | België                | 10-12-1975    | /                               |
| 21            | Rachid Tibari         | België                | 29-06-1980    | /                               |
| 22            | Justice Wamfor        | Kameroen              | 05-08-1981    | 2000-2001 Racing Bafoussam      |
| 28            | Sidi Farssi           | België                | 30-12-1981    | /                               |
| Aanvallers    |                       |                       |               |                                 |
| 7             | David Paas            | België                | 24-02-1971    | 1998-2000 KRC Harelbeke         |
| 8             | Wesley Sonck          | België                | 09-08-1978    | 1998-2000 Germinal Beerschot    |
| 9             | Moumouni Dagano       | Burkina Faso          | 01-01-1981    | 2000-2001 Germinal Beerschot    |
| 15            | Igor de Camargo       | Brazilië / België     | 12-05-1983    | /                               |

Blessing Kaku maakte in het seizoen 2001/02 geen deel uit van de A-kern.

### Technische staf
|                    |                       |                 |
| Functie            | Naam                  | Nationaliteit   |
| Coach              | Sef Vergoossen (foto) | Nederland       |
| Assistent-coach    | Pierre Denier         | België          |
| Assistent-coach    | Jos Daerden           | België          |
| Keeperstrainer     | Guy Martens           | België          |
| Beloftencoach      | Roland Janssen        | België          |
| Ploegafgevaardigde | Tony Greco            | Italië / België |

## Resultaten
Een overzicht van de competities waaraan Genk in het seizoen 2001-2002 deelnam.
| Seizoen 2001/02  | Seizoen 2001/02 | Seizoen 2001/02     |
| Competitie       | Resultaat       | Uitgeschakeld door  |
| ---------------- | --------------- | ------------------- |
| Jupiler League   | Kampioen        |                     |
| Beker van België | Kwartfinale     | Excelsior Moeskroen |

## Uitrustingen
Shirtsponsor(s): Ford / Nitto / Euphony

Sportmerk: Kappa
| Thuis | Uit | Doelman |

## Transfers

### Zomer
| Naam                | Nationaliteit         | Van/naar              | Type       |
| ------------------- | --------------------- | --------------------- | ---------- |
| Inkomend            |                       |                       |            |
| Mirsad Bešlija      | Bosnië en Herzegovina | FK Željezničar        | Gekocht    |
| Moumouni Dagano     | Burkina Faso          | Germinal Beerschot    | Gekocht    |
| Ervin Fakaj         | Albanië               | Enosis Neon Paralimni | Gekocht    |
| Justice Wamfor      | Kameroen              | Racing Bafoussam      | Gekocht    |
| Rogério de Oliveira | Brazilië              | Eendracht Aalst       | Einde huur |
| Uitgaand            |                       |                       |            |
| Marc Hendrikx       | België                | RSC Anderlecht        | Verkocht   |
| Mike Origi          | Kenia                 | RWDM                  | Verkocht   |
| Zoran Ban           | Kroatië               | Excelsior Moeskroen   | Verkocht   |
| Davide D'Angelo     | België                | MVV Maastricht        | Verkocht   |
| Cédric Van der Elst | België                | MVV Maastricht        | Verkocht   |
| Chris Van Geem      | België                | Fortuna Sittard       | Verkocht   |

### Winter
| Naam                  | Nationaliteit        | Van/naar           | Type     |
| --------------------- | -------------------- | ------------------ | -------- |
| Inkomend              |                      |                    |          |
| Jürgen Colin          | Nederland / Suriname | PSV                | Huur     |
| Uitgaand              |                      |                    |          |
| Alexandre Di Gregorio | België               | Sporting Charleroi | Verkocht |
| Rogério de Oliveira   | Brazilië             | La Louvière        | Verkocht |

## Competitie

### Klassement
|         |    |                      | P  | W  | G  | V  | +  | -  | DS  | Ptn |
| ------- | -- | -------------------- | -- | -- | -- | -- | -- | -- | --- | --- |
| K (CL)  | 1  | Genk                 | 34 | 20 | 12 | 2  | 85 | 43 | +42 | 72  |
| (CL)    | 2  | Club Brugge          | 34 | 22 | 4  | 8  | 74 | 41 | +33 | 70  |
| (UEFA)  | 3  | Anderlecht           | 34 | 18 | 12 | 4  | 71 | 37 | +34 | 66  |
|         | 4  | AA Gent              | 34 | 16 | 10 | 8  | 62 | 51 | +11 | 58  |
|         | 5  | Standard Luik        | 34 | 15 | 12 | 7  | 57 | 38 | +19 | 57  |
| (beker) | 6  | Excelsior Moeskroen  | 34 | 17 | 5  | 12 | 68 | 40 | +28 | 56  |
|         | 7  | Sporting Lokeren SNW | 34 | 15 | 10 | 9  | 43 | 33 | +10 | 55  |
|         | 8  | Sint-Truiden         | 34 | 16 | 5  | 13 | 52 | 47 | +5  | 53  |
|         | 9  | Germinal Beerschot   | 34 | 11 | 16 | 7  | 68 | 51 | +17 | 49  |
| D       | 10 | RWDM                 | 34 | 13 | 5  | 16 | 50 | 59 | −9  | 44  |
|         | 11 | La Louvière          | 34 | 12 | 8  | 14 | 41 | 52 | −11 | 44  |
|         | 12 | Charleroi            | 34 | 11 | 6  | 17 | 40 | 63 | −23 | 39  |
|         | 13 | Lommel               | 34 | 10 | 9  | 15 | 54 | 66 | −12 | 39  |
|         | 14 | Westerlo             | 34 | 9  | 9  | 16 | 49 | 61 | −12 | 36  |
|         | 15 | Lierse               | 34 | 9  | 8  | 17 | 45 | 55 | −10 | 35  |
|         | 16 | Antwerp              | 34 | 7  | 10 | 17 | 47 | 67 | −20 | 31  |
| D       | 17 | Eendracht Aalst      | 34 | 4  | 9  | 21 | 32 | 73 | −41 | 21  |
|         | 18 | Beveren              | 34 | 2  | 8  | 24 | 30 | 91 | −61 | 14  |

P: wedstrijden gespeeld, W: wedstrijden gewonnen, G: gelijke spelen, V: wedstrijden verloren, +: gescoorde doelpunten, -: doelpunten tegen, DS: doelsaldo, Ptn: totaal punten
K: kampioen, D: degradeert, (beker): bekerwinnaar, (CL): geplaatst voor Champions League, (UEFA): geplaatst voor UEFA-beker

## Individuele prijzen
| Prijs                             | Winnaar         |
| --------------------------------- | --------------- |
| Gouden Schoen                     | Wesley Sonck    |
| Profvoetballer van het Jaar       | Wesley Sonck    |
| Topschutter in Eerste Klasse      | Wesley Sonck    |
| Ebbenhouten Schoen                | Moumouni Dagano |
| Jonge Profvoetballer van het Jaar | Koen Daerden    |
| Trainer van het Jaar              | Sef Vergoossen  |

## Afbeeldingen

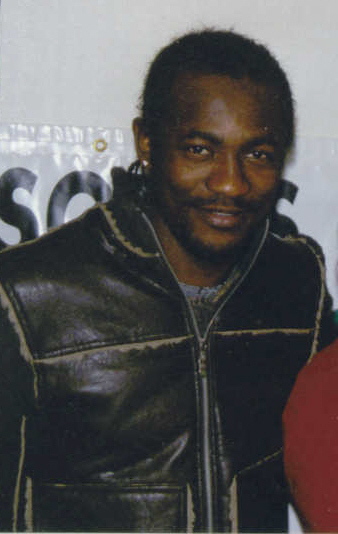
Didier Zokora (verdediger)
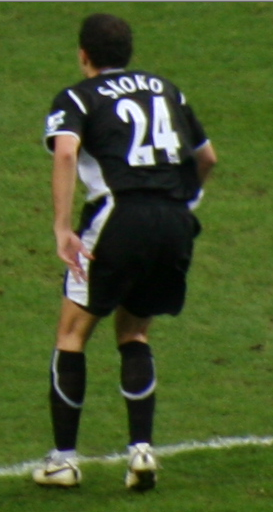
/ Josip Skoko (middenvelder)
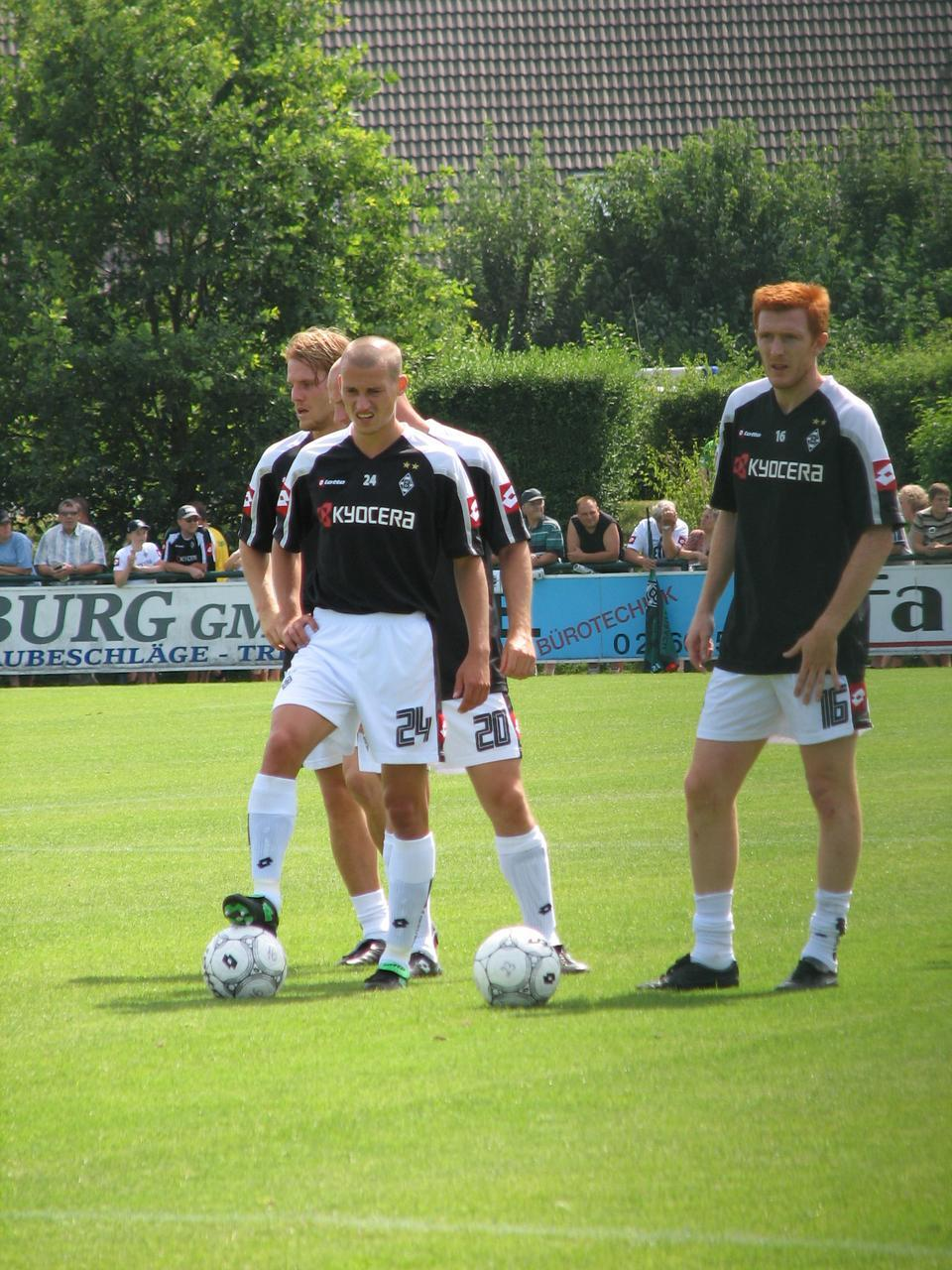
Bernd Thijs (middenvelder)
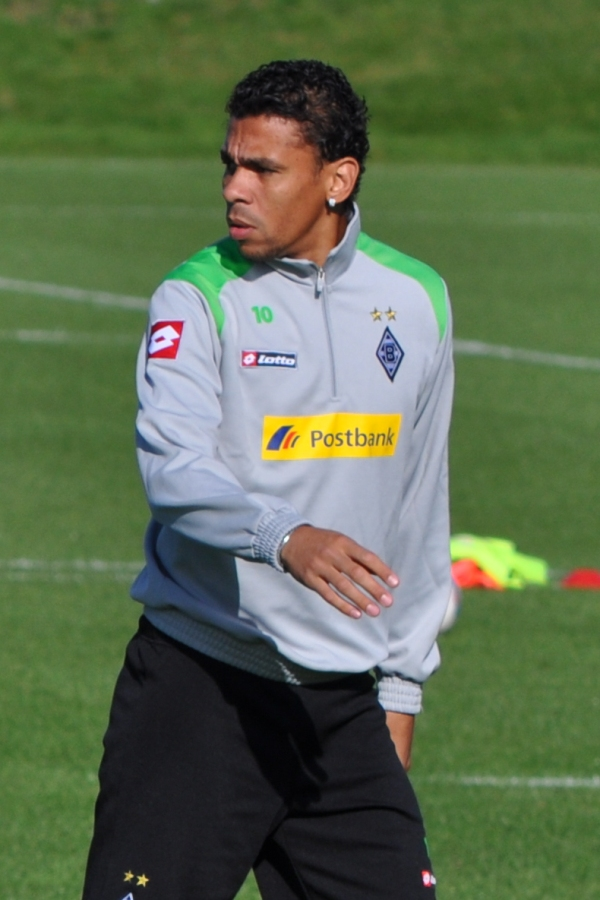
Igor de Camargo (aanvaller)
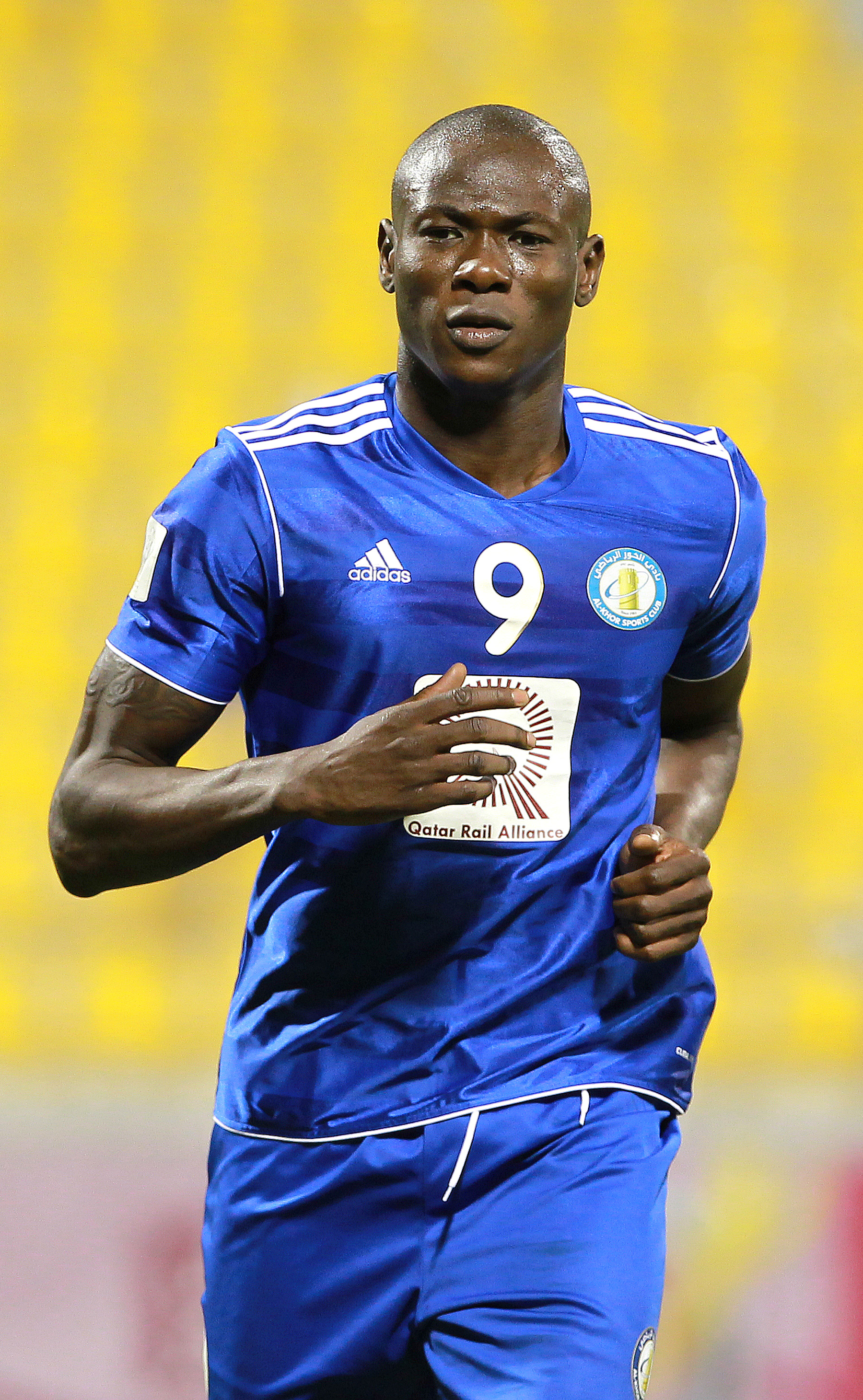
Moumouni Dagano (aanvaller)
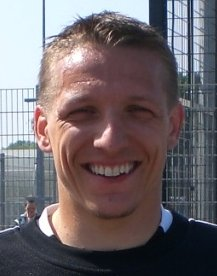
Wesley Sonck (aanvaller)